# Verbascum sublasianthum
Verbascum sublasianthum är en flenörtsväxtart som beskrevs av Hub.-mor.. Verbascum sublasianthum ingår i släktet kungsljus, och familjen flenörtsväxter. Inga underarter finns listade i Catalogue of Life.